# إدو إكسبوسيتو
إدو إكسبوسيتو (بالإسبانية: Eduardo Expósito Jaén) هو لاعب كرة قدم إسباني، ولد في 1 أغسطس 1996 في برشلونة في إسبانيا. لعب مع ديبورتيفو لاكورونيا.

## وصلات خارجية
- إدو إكسبوسيتو على موقع قاعدة بيانات كرة القدم.إي يو (الإنجليزية)
- إدو إكسبوسيتو على موقع Soccerway.com (الإنجليزية)
- إدو إكسبوسيتو على موقع عالم كرة القدم.نت (الإنجليزية)